# 北合流站
北合流站位于山西省晋中市榆次区郭家堡乡北合流村，石太铁路，始建于1907年，距离太原站34公里，隶属于太原铁路局，现为四等站。